# Centro Universitário Ritter dos Reis
O Centro Universitário Ritter dos Reis, também chamado UniRitter, é uma instituição de ensino superior brasileira, fundada em 1971 com quatro campi localizados nas cidades de Porto Alegre e Canoas, no estado do Rio Grande do Sul. Recentemente, a UniRitter recebeu a pontuação máxima (nota 5) do Ministério da Educação (MEC) em relação à avaliação de Recredenciamento Institucional e é considerada o melhor Centro Universitário da sua região.
Possui 36 cursos de graduação e 36 especializações além de cursos de mestrado e doutorado.
A instituição de ensino tem como missão levar a educação de qualidade para um número cada vez maior de alunos e, assim, formar profissionais inquietos, qualificados e éticos para atuar no mercado. 

## História
O Centro Universitário Ritter dos Reis foi fundado no dia 18 de outubro de 1971 pelo educador, escritor, teólogo e advogado Romeu Ritter dos Reis (1915-1993), a partir da criação da Faculdade de Direito Ritter dos Reis na cidade de Canoas, tornando-se a primeira instituição de ensino superior desse município. Inicialmente o curso funcionou nas dependências do Colégio Maria Auxiliadora, no Centro de Canoas, sendo autorizado por um decreto expedido pelo então presidente da República Emílio Garrastazu Médici.
Em 1976, inaugurou-se a Faculdade de Arquitetura e Urbanismo Ritter dos Reis, na Avenida A. J. Renner, na Zona Norte de Porto Alegre. Ao longo do tempo, esta faculdade conquistou destaque regional e nacional, tornando-se referência por sua produção científica e por suas atividades de extensão. Em 1986, um terreno no Morro da Primavera foi adquirido pelas Faculdade Integradas Ritter dos Reis, a fim de se construir ali um prédio com uma infraestrutura completa de ateliês e laboratórios bem-equipados para os alunos de arquitetura. Assim surgiu o atual Campus Zona Sul, situado em uma região chamada "Alto Teresópolis", no bairro Santa Tereza, este limítrofe ao Teresópolis.
Em 1981, a Faculdade de Direito Ritter dos Reis mudou de endereço em Canoas, instalando-se no bairro Niterói, onde está localizado até os dias de hoje o Campus Canoas. No começo e no fim da década de 1990, este campus foi significativamente ampliado com a construção de dois prédios, ambos com mais de mil m².
Em 1992, implantou-se no Campus Zona Sul a Faculdade de Educação, Ciências e Letras, oferecendo licenciaturas em Pedagogia e em Letras.
Entre 1999 e início da década de 2000, ocorreu a criação de três outras faculdades: Administração, em 1999; Sistemas de Informação, em 2001; e Design Gráfico, em 2002. Essa expansão possibilitou que as Faculdades Integradas Ritter dos Reis se transformassem em Centro Universitário em 6 de dezembro de 2002, com reconhecimento do Ministério da Educação pela portaria n.º 3357. Em 2003, uma segunda faculdade de Direito foi instalada, desta vez no Campus Zona Sul.
Em 2010, o UniRitter anunciou sua associação com o grupo Laureate International Universities, a maior rede mundial de ensino superior, com o objetivo de não só atingir o patamar de universidade, como também de ampliar as atividades de alunos e professores através de intercâmbios.
Em 2010, o Centro Universitário passou a oferecer o curso de Engenharia Civil. E, em 2011, Relações Internacionais, Engenharia Mecânica, Engenharia de Produção, Jornalismo, Publicidade e Propaganda, Fisioterapia e Biomedicina. Esses dois últimos bacharelados foram os primeiros da área de saúde na UniRitter.
Em 2012, cinco novos cursos foram lançados: Design de Games, Enfermagem, Farmácia, Marketing e Gestão de Recursos Humanos. Os cursos de Nutrição, Psicologia, Medicina Veterinária, Engenharia Química, Engenharia Elétrica, Engenharia Ambiental e Sanitária, Ciências Contábeis e Ciência da Computação vieram em 2013.
Nos últimos dois anos, entre 2014 e 2016, a instituição continuou crescendo, com o lançamento do Exclusivo, um campus totalmente destinado à área de lato sensu com especializações e MBAs. E, na sequência, com a aquisição da FAPA, possibilitando a ampliação da oferta de educação de qualidade também na zona norte e leste de Porto Alegre.
Além da criação de novos cursos: Relações Públicas, Engenharia de Controle e Automação (ambos em 2014), assim como História (em 2015) e por último, Ciências Biológicas e Gastronomia em 2016.
Em 2020, a Laureate International Universities anunciou a venda de todas as suas instituições no Brasil. A venda foi realizada para o Ecossistema Ânima, que comprou por mais de R$ 4 bilhões. Em 28 de Maio de 2021, a Ânima assumiu 100% das universidades da Laureate, incluindo a UniRitter. 

## Ingresso
Existem quatro formas de ingresso: vestibular, transferência, segunda graduação e ENEM. O processo para ingresso através do vestibular contempla uma prova com conhecimentos específicos referentes ao Ensino Médio. São avaliadas sete áreas de conhecimento: Conhecimentos Gerais, Língua Portuguesa, Literatura Brasileira, Matemática, Física, Química e Biologia.  Além disso, cada curso tem até 30% de suas vagas destinadas a candidatos que desejem aproveitar as notas do Exame Nacional do Ensino Médio (Enem).

## Campi
| Unidade                 | Endereço                                                       |
| ----------------------- | -------------------------------------------------------------- |
| Canoas                  | Rua Santos Dumont, 888, Bairro Niterói, CEP 92120-110          |
| Porto Alegre - Zona sul | Rua Orfanotrófio, 555, Bairro Santa Tereza, CEP 90840-440      |
| Porto Alegre - Iguatemi | Av. João Wallig, 1800, Bairro Passo d'Areia, CEP 91340-000     |
| Porto Alegre - FAPA     | Av. Manoel Elias, 2001, Bairro Passo das Pedras, CEP 91240-261 |

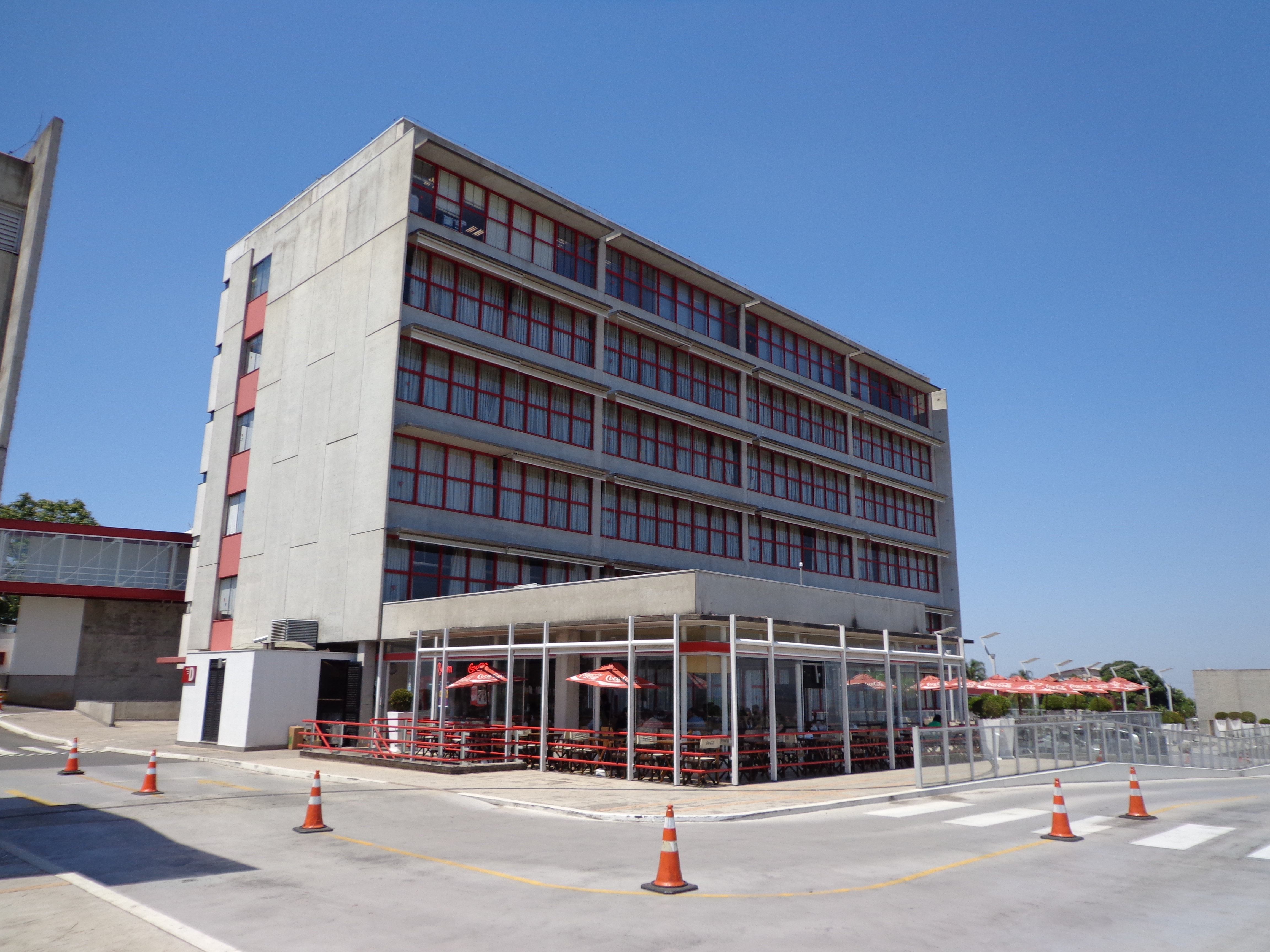
O prédio "D" do Campus Zona Sul.

Em 2012 a UniRitter inaugurou um terceiro campus (fechado em janeiro de 2018 ), endereçado na Av. Wenceslau Escobar, 1040, em Porto Alegre. O campus é exclusivo para pós-graduação Lato Sensu (especializações, MBAs e extensão) e Stricto Sensu (mestrado e doutorado). No entanto, em 2018 o Campus foi encerrado e suas atividades foram transferidas para o Campus Zona Sul. 
Em 2014 a UniRitter inaugurou seu quarto Campus após a aquisição da Faculdade Porto-Alegrense. Desde então a UniRitter Campus FAPA fica localizado na Av. Manoel Elias, 2001.
Em março de 2018, a UniRitter inaugurou um novo campus, localizado dentro do shopping Iguatemi, localizado na Av. João Wallig, 1800. 

## Bibliotecas
As bibliotecas da UniRitter oferecem à comunidade acadêmica um variado e grande acervo nos campi Zona Sul, Canoas e Fapa, compreendido por livros, teses, dissertações, periódicos, DVDs, mapas e CD-ROMs, disponíveis tanto para consulta como para empréstimo. Para facilitar a busca, o centro universitário oferece o Sistema Pergamum, um moderno software de automação de bibliotecas. O catálogo se apresenta de maneira interativa, para que seja possível localizar qualquer material que esteja em uma das bibliotecas, de maneira simples e rápida. 